# 地島

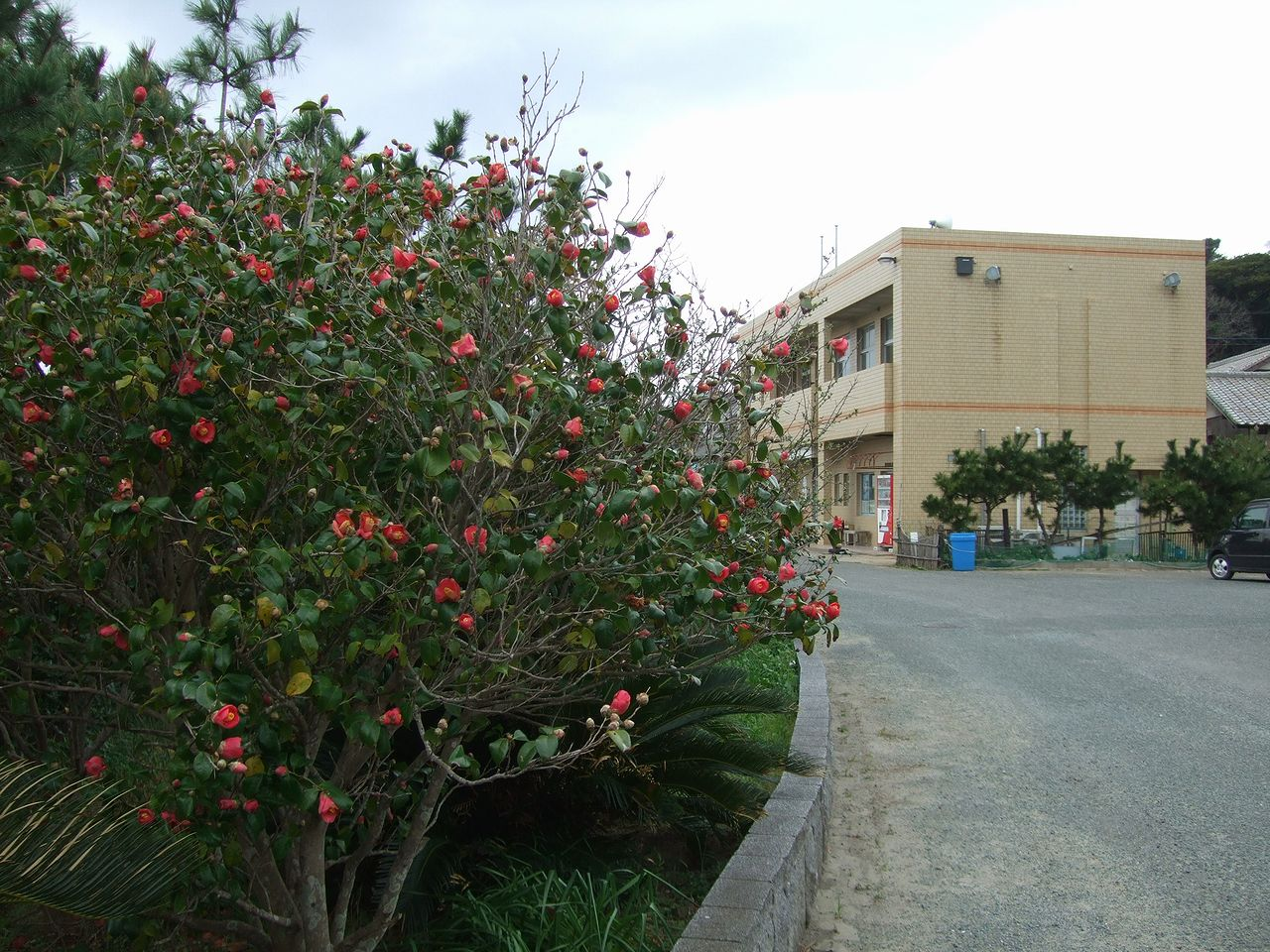
地島に多数自生するヤブツバキと地島漁村センター

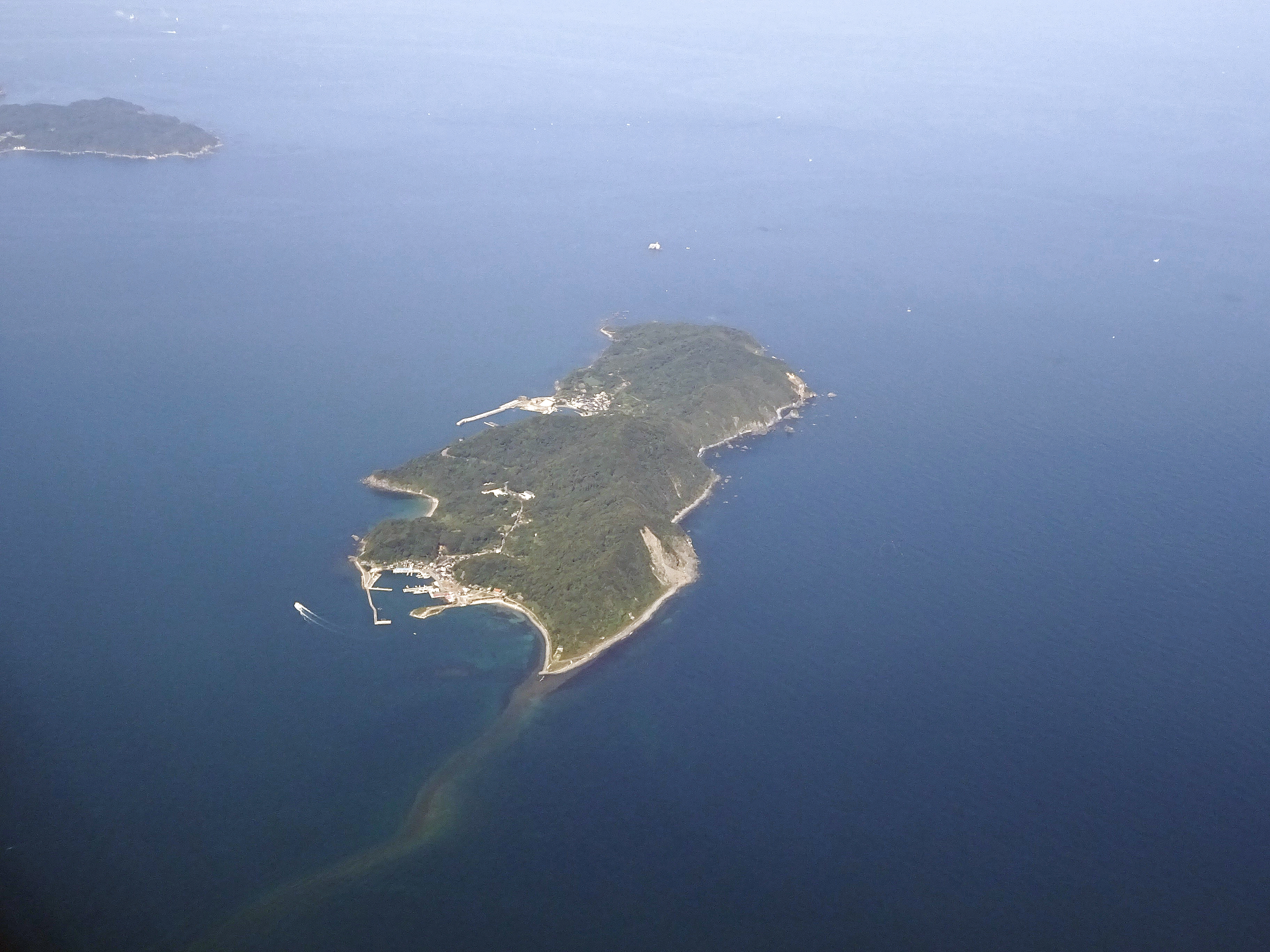
地島を空撮（2022年10月）

地島（じのしま）は、玄界灘と響灘の境界部に面する福岡県宗像市の島（有人島）。筑前諸島地域として離島振興法の離島振興対策実施地域となっている。島の面積は約1.57km2である。『筑前国続風土記』には、昔は慈島とあるがのちに地島となったとする。

## 地理
宗像市本土側の鐘崎漁港から北西に約1.6km、神湊港から北北東に約5kmの場所に位置する。約5km西の海上には大島がある。大島・沖ノ島とともに玄界灘と響灘を分ける島で、島の西側の海が玄界灘、東側の海が響灘である。
面積1.57km2、島の周囲は9.3kmで、北北西から南南東に向かって細長く伸びた形をしている。花崗岩・ひん岩などから成っており、島の多くの部分が原生林に覆われた標高100m台の急峻な山地で、中央部に島の最高峰の遠見山（187m）が、北部には祇園山（142m）が、南東には猿毛山（136m）がある。南岸部の入り江には泊漁港、中西部の入り江には白浜漁港がある。泊漁港の周囲には泊集落、白浜漁港の周囲には豊岡集落がある。本土との間を結ぶ渡船も両漁港に発着する。
人口は122人、世帯数は54世帯（令和2年国勢調査）。
島内では約6,000本のヤブツバキが自生しており、1996年（平成8年）には山地部に遊歩道やツバキ園が整備されている。
豊岡地区には地島漁村センターという購買店がある。豊岡地区と泊地区の中間部に小学校（宗像市立地島小学校）および幼稚園（地島ゆりの樹幼稚園地島分園）がある。かつては島内に中学校（玄海町立玄海中学校地島分校）があったが1959年（昭和34年）に閉校となり、以後は本土側にある玄海中学校の通学区となっている。長年医療機関がなかったが、2016年（平成28年）11月に地島診療所が開設された。

## 歴史
江戸時代に黒田長政が現在の泊漁港の位置に波止を築かせており、「殿様波止」と呼ばれている。江戸時代には廻船業が栄えた。朝鮮通信使が嵐を避けて停泊した記録もある。
1719年（享保4年）の朝鮮通信使一行の製述官であった申維翰が記した『海游録』の記載によれば、前任である1711年（正徳元年）の通信使はここに停泊しており、また彼ら一行も相島から赤間関へ向かう航海の途中（八月初十日庚戌）で遭遇した台風のため、この地島に風よけのために停泊することとなったそうである。慈島とも呼ばれていたといい、ここには数十戸の民家があるのみで、（もともと外国使節が泊まる予定のある場所でもないためそれにふさわしい）館もない、と記している。西光寺という少しはましな、それでも小さな寺があったので使節の主だったものたちはそこへ避難し、残る者たちは停泊した船で過ごした。結局風待ちや再度の風雨などのために18日まで滞在する中で、近在の農家に訪れるなどして得た申維翰の知見を総合すれば、名物的な見るべきものはないものの、風景はよく、牛とともに田を耕す民衆の暮らしは質素ながらも「はなはだ楽なようであった」そうである。
明治時代初期までは地島村として一村を構成したが、1889年（明治22年）の町村制施行時に対岸の本土側の鐘崎村・上八村と合併し、宗像郡岬村の一部となった。市町村合併により1955年（昭和30年）4月1日に玄海町となり、2003年（平成15年）4月1日には宗像市となった。

## 産業
ウニ・ワカメ・アワビなどの漁業が中心。椿油の生産もある。

## 交通

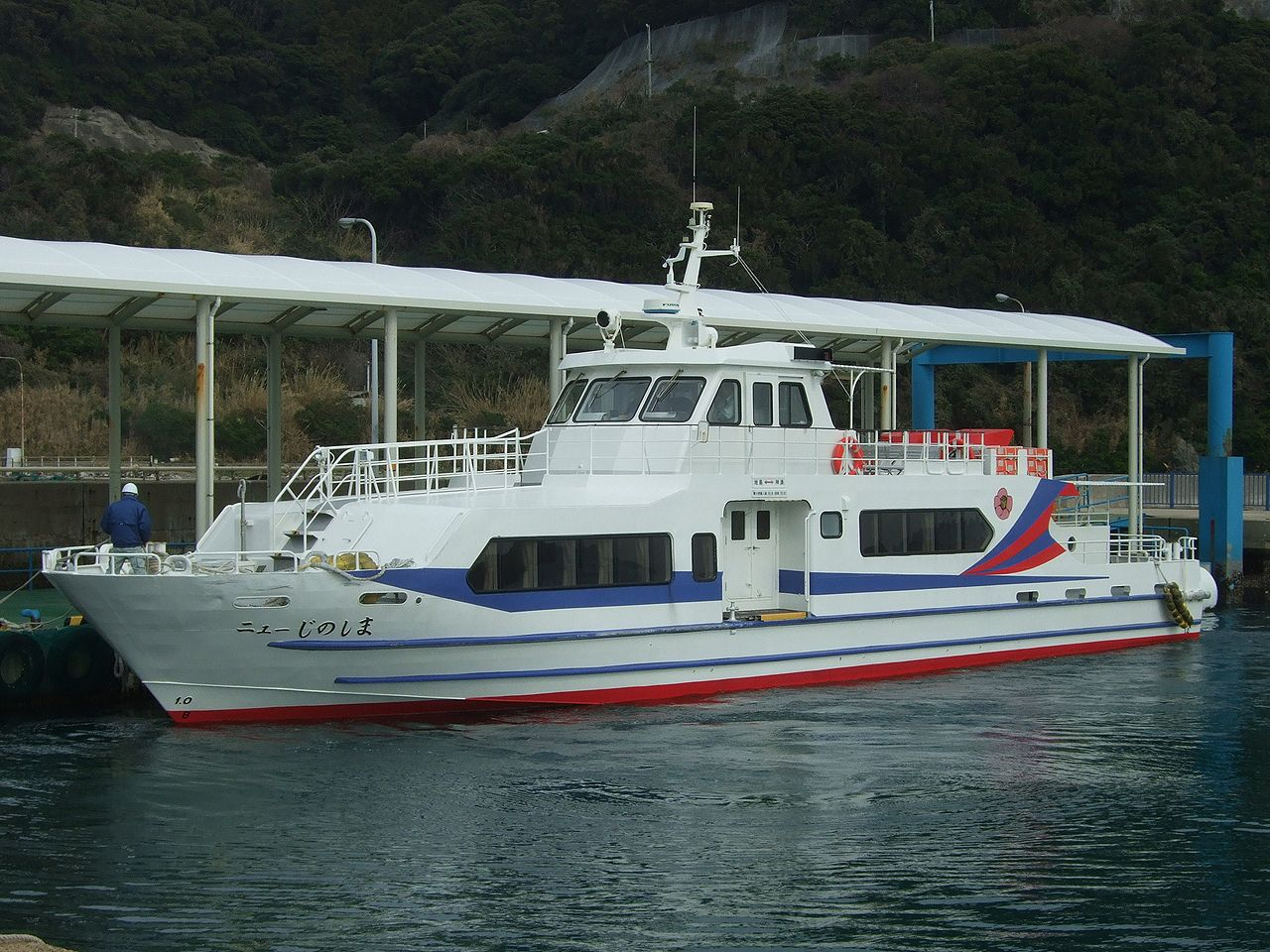
ニューじのしま

宗像市営渡船が宗像市本土側の神湊港と地島の泊・白浜漁港の間を運航している。島内では県道豊岡泊線が泊・豊岡両集落の間に敷設されている。島内にバス路線やタクシーはない。

## 名所旧跡など
- 厳島神社（祭神は宗像三女神。鳥居の額には慈島宮（官?）[要検証 – ノート]と書かれる。社伝では安芸宮島の厳島神社より先に勧請されたとする）
- いきいき椿園

## 祭事・イベント
- 地島椿まつり（3月上旬）
- 地島祇園山笠（7月下旬）